# 錫爾弗布魯克鎮區 (明尼蘇達州卡爾頓縣)
錫爾弗布魯克鎮區（英語：Silver Brook Township）是位於美國明尼蘇達州卡爾頓縣的一個行政鎮區。

## 地方資料
錫爾弗布魯克鎮區的面積為51.90平方千米，當中陸地面積為51.80平方千米，而水域面積為0.10平方千米。根據2020年美國人口普查的數據，當地共有人口614人，而人口密度為每平方千米11.83人。